# ژوائو پدرو (بازیکن فوتبال، زاده ۱۹۹۶)
ژوائو پدرو (انگلیسی: João Pedro؛ زادهٔ ۱۵ نوامبر ۱۹۹۶) بازیکن فوتبال اهل برزیل است. از باشگاه‌هایی که در آن بازی کرده‌است می‌توان به باشگاه فوتبال پالمیراس اشاره کرد. وی همچنین در تیم ملی فوتبال زیر ۲۰ سال برزیل بازی کرده‌است.

## افتخارات

### پالمیراس
- قهرمانی سری آ برزیل: ۲۰۱۶
- قهرمانی کوپا دو برزیل: ۲۰۱۵

### شاپکوئنسه
- قهرمانی سانتا کاتارینا: ۲۰۱۷

### باهیا
- قهرمانی باهیا: ۲۰۱۸، ۲۰۲۰[۱][۲]